# Guaratuba
Guaratuba is een gemeente in de Braziliaanse deelstaat Paraná. De gemeente telt 32.806 inwoners (schatting 2009).

## Aangrenzende gemeenten
De gemeente grenst aan Matinhos, Morretes, Paranaguá, São José dos Pinhais, Tijucas do Sul, Garuva (SC) en Itapoá (SC).